# سيمون ويتفيلد
سيمون ويتفيلد هو تريثلت كندي، ولد في 16 مايو 1975 في كينغستون في كندا.

## وصلات خارجية
- سيمون ويتفيلد على موقع اتحاد الترياتلون الدولي (الإنجليزية)
- سيمون ويتفيلد على موقع IAT Triathlon Database (الإنجليزية)
- سيمون ويتفيلد على موقع اللجنة الأولمبية الدولية (الإنجليزية)
- سيمون ويتفيلد على موقع أوليمبيديا (الإنجليزية)
- سيمون ويتفيلد على موقع اللجنة الأولمبية الكندية (الإنجليزية)
- سيمون ويتفيلد على موقع اتحاد ألعاب الكومنولث (مؤرشف) (الإنجليزية)
- سيمون ويتفيلد على موقع قاعة كولومبيا البريطانية للمشاهير الرياضية (الإنجليزية)
- سيمون ويتفيلد على موقع قاعة كندا للمشاهير الرياضية (الإنجليزية)